# Neesi
Neesi Aaseré (em egípcio: Nhsy ou Nhsi Aashr) foi um faraó do Baixo Egito no Segundo Período Intermediário. Foi situado pela maioria dos estudiosos no início da XIV dinastia, como segundo ou sexto faraó dessa dinastia. Como tal, pensa-se que reinou por um curto período em c. 1 705 a.C. e teria governado de Aváris sobre o delta oriental do Nilo. Evidências recentes tornam possível que uma segunda pessoa com este nome, um filho de um rei hicso, tenha vivido um pouco mais tarde, no final da XVI dinastia em c. 1 580 a.C. É possível que a maioria dos artefatos atribuídos a Neesi mencionados no Cânone de Turim, na verdade pertençam a esse príncipe hicso.

## Família
Em sua revisão do Segundo Período Intermediário, o egiptólogo Kim Ryholt propôs que Neesi era filho e sucessor direto do faraó Xexi com uma rainha núbia chamada Tati. O egiptólogo Darrell Baker, que também compartilha dessa opinião, postula que Tati deve ter sido núbia ou de descendência núbia, daí o nome de Neesi que significa "o núbio". Sendo a XIV dinastia de origem cananeia, acredita-se que Neesi também seja de ascendência cananeia.
Quatro escaravelhos encontrados, incluindo um de Semna, na Núbia, e três de procedência desconhecida, apontam para uma corregência temporária com seu pai. Além disso, um escaravelho menciona-o como "filho do faraó" e outros 22 como "filho mais velho do faraó". Ryholt e Baker, portanto, defendem a opinião de que se tornou o herdeiro do trono após a morte de seu irmão mais velho, o príncipe Ipecu.

## Atestação

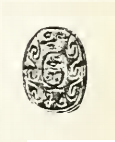
Escaravelho de Neesi no Museu Petrie

Apesar de um reinado muito curto de cerca de um ano, Neesi é o governante mais atestado da XIV dinastia. Segundo a última leitura de Ryholt do Cânone de Turim, é atestado na primeira entrada da nona coluna (Alan Gardiner, entrada 8.1) e é o primeiro rei da XIV dinastia cujo nome está preservado nesta lista. Ele também é atestada por vários artefatos contemporâneos, entre os quais se destacam os escaravelhos. Além disso, uma estela de Tânis, no delta do Nilo, e um obelisco de Biblos, no atual Líbano, levam seu nome. Acredita-se que uma estátua sentada, posteriormente usurpada por Merneptá, tenha pertencido originalmente a Neesi. Está inscrito com "Sete, Senhor de Aváris" e foi encontrado em Leontópolis.
Neesi também é atestada por dois fragmentos de relevo inscritos com os nomes do faraó, que foram descobertos em Aváris em meados dos anos 1980. Finalmente, duas outras estelas são conhecidas de Tel-Habua (antigo Tjaru): uma com o nome de nascimento Neesi, a outra com o trono real Aaseré. Em 2005, outra estela foi descoberta em Tjaru, que já foi o ponto de partida do Caminho de Hórus, a principal estrada que sai do Egito a Canaã. A estela mostra Neesi, filho do faraó, oferecendo óleo ao deus Banebedjedete e também traz uma inscrição mencionando a irmã do faraó, Tani. Uma mulher com este nome e título é conhecida por outras fontes na época de Apófis I, que governou no final do Segundo Período Intermediário, em c. 1 580 a.C. Daphna Ben-Tor, que estudou os escaravelhos de Neesi, conclui que os que se referem a Neesi como "filho do faraó" são diferentes em estilo daqueles que se referem a ele como faraó. Ela então se pergunta se o primeiro pode ser outra pessoa que não o faraó. Nesta situação, o faraó ainda seria um governante do início da XIV dinastia, mas alguns dos artefatos que lhe foram atribuídos pertenceriam de fato a um príncipe hicso posterior.

## Reinado
De acordo com o egiptólogo austríaco Manfred Bietak, o reinado da IV dinastia de Neesi começou durante o final da XIII dinastia, por volta ou logo após 1 710 a.C., como resultado da lenta desintegração da XIII dinastia. Depois desse evento, "nenhum governante sozinho foi capaz de controlar todo o Egito" até que Amósis I capturou Aváris. Alternativamente, Ryholt acredita que a XIV dinastia começou um século antes do reinado de Neesi, c. 1 805 a.C., durante o reinado de Esquemíofris. Visto que a XIII dinastia foi a continuação direta da XII, propõe que o nascimento da XIV é a origem da distinção entre a XII e XIII na tradição egípcia.
A autoridade de Neesi pode ter "abrangido o delta oriental de Tel Elmoquedã [Leontópolis] a Telel Habua (onde aparece seu nome), mas a prática universal de usurpação e extração de monumentos anteriores complica o quadro. Dado que os únicos exemplos que certamente foram encontrados nos locais onde estiveram são aqueles de Telel Habua e Telel Daba [Aváris], seu reino pode realmente ter sido muito menor." Após a morte de Neesi, a XIV dinastia continuou a governar na região do delta do Baixo Egito com uma série de governantes efêmeros ou de vida curta até 1 650 a.C., quando a XV dinastia hicsa conquistou o Delta.